# Brachyuromys
Brachyuromys là một chi động vật có vú trong họ Nesomyidae, bộ Gặm nhấm. Chi này được Major miêu tả năm 1896. Loài điển hình của chi này là Brachyuromys ramirohitra Major, 1896.

## Các loài
Chi này gồm các loài: